# La Iglesuela del Cid
La Iglesuela del Cid ist eine Gemeinde (municipio) in der Provinz Teruel in der Autonomen Region Aragón in Spanien. Sie liegt in der Comarca Maestrazgo und hatte 2024 377 Einwohner.

## Lage und Klima
La Iglesuela del Cid liegt etwa 65 Kilometer (Luftlinie) in ostnordöstlicher Richtung von der Provinzhauptstadt Teruel und etwa 130 Kilometer (Luftlinie) südsüdöstlich von Saragossa in einer Höhe von ca. 1225 m.
Die Gemeinde liegt in der gemäßigt warmen Klimazone. Die durchschnittliche Temperatur beträgt 10,9 °C. Es fällt ein Jahresgesamtniederschlag von 712 mm.

## Bevölkerungsentwicklung
| Jahr      | 1970 | 1981 | 1991 | 2001 | 2011 | 2021 |
| Einwohner | 718  | 606  | 519  | 489  | 484  | 407  |

Die Mechanisierung der Landwirtschaft sowie die Aufgabe bäuerlicher Kleinbetriebe und der daraus resultierende Verlust an Arbeitsplätzen haben seit der Mitte des 20. Jahrhunderts zu einer Landflucht geführt.

## Sehenswürdigkeiten

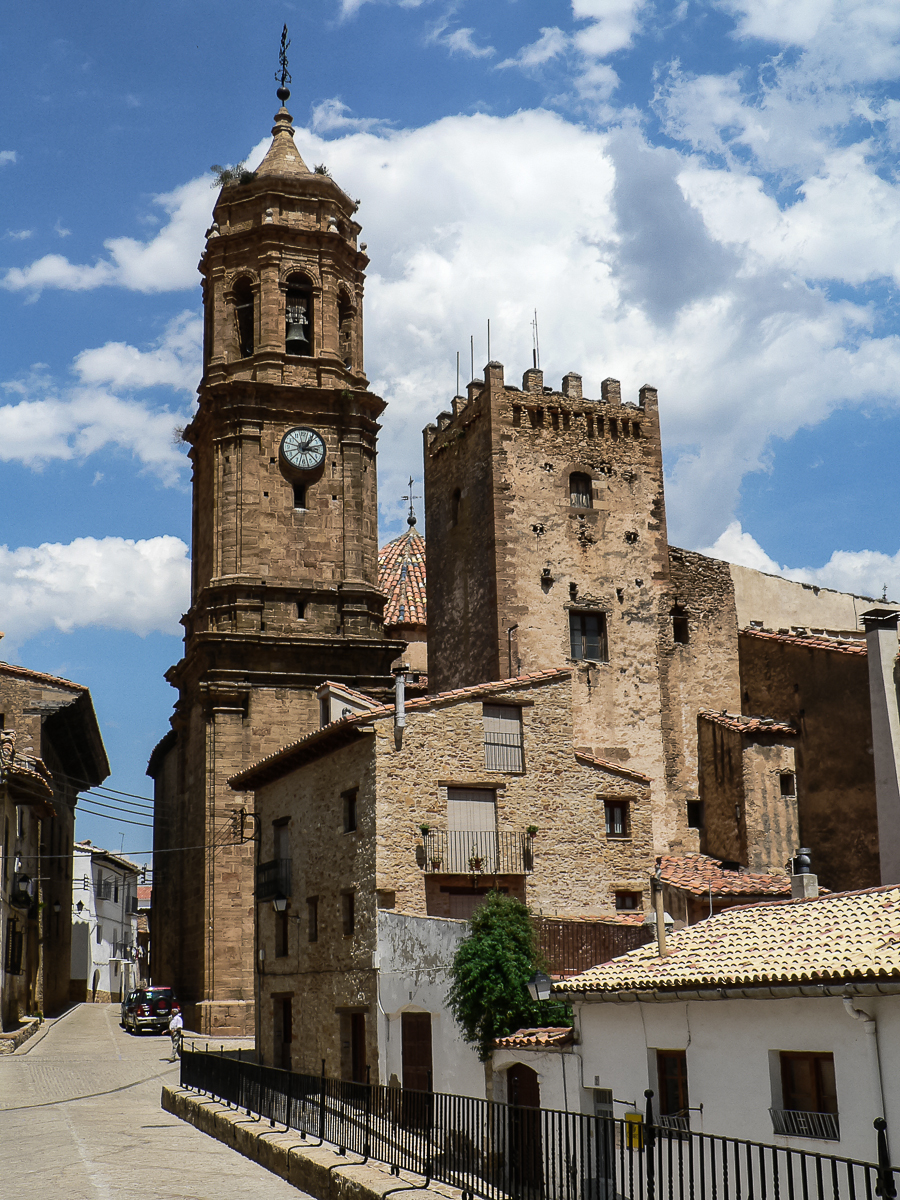
Marienkirche
- Marienkapelle
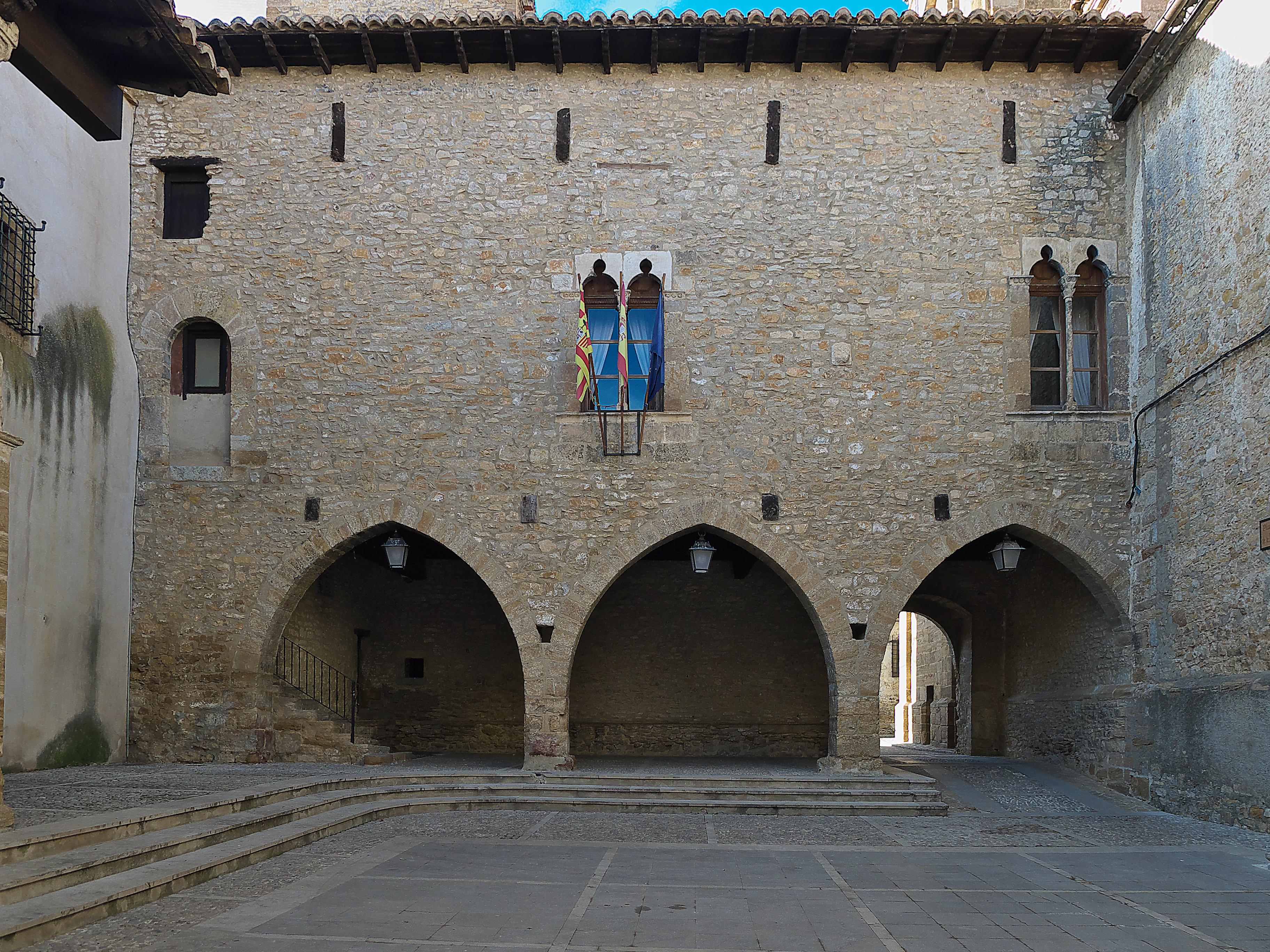
Rathaus

- Marienkirche
- Rathaus

## Persönlichkeiten
- Bernardo Miralles (1731–1770), Kapellmeister und Komponist